# (11583) Breuer
Pour les articles homonymes, voir Breuer (homonymie).
(11583) Breuer est un astéroïde de la ceinture principale.

## Description
(11583) Breuer est un astéroïde de la ceinture principale. Il fut découvert le 12 août 1994 à La Silla par Eric Walter Elst. Il présente une orbite caractérisée par un demi-grand axe de 2,98 UA, une excentricité de 0,15 et une inclinaison de 4,8° par rapport à l'écliptique.

## Compléments